# Бригер, Теодор
Иоганн Фридрих Теодор Бригер (нем. Theodor Brieger; 4 июня 1842, Грайфсвальд, Мекленбург-Передняя Померания — 9 июня 1915, Лейпциг) — немецкий протестантский богослов, педагог, историк, профессор богословия, доктор богословия и доктор философии (1870).

## Биография
Сын учителя. Брат химика Людвига Бригера. Изучал протестантское богословие и историю в университетах Грайфсвальда, Эрлангена и Тюбингена. С 1865 году служил священником на острове Рюген. Учительствовал.
В 1870 получил докторкие степени по богословию и философии.
Читал лекции в Галле-Виттенбергском университете. В 1873 г. — адъюнкт-профессор в университете Галле, с 1876 г. — ординарный профессор богословия в университете Марбурга. В 1886 году был приглашён в Лейпцигский университет. В 1892/1893 годах Бригер был ректором Лейпцигского университета.
Исследовал, главным образом, историю Реформации и эпоху Возрождения.
Автор трудов
- «De formulae Ratisbonensis concordiae origine etc.» (Галле, 1870);
- «Gasparo Contarini und das Regensburger Konkordienwerk» (Гота, 1870);
- «Konstantin d. Gr. als Religionspolitiker» (Гота, 1880);
- «Die angebliche Marburger Kirchenordnung von 1527» (Гота, 1881).

С 1877 г. издавал «Zeitschrift für Kirchengeschichte».